# María Dolores Gispert Guart
María Dolores Gispert Guart (Barcelona, 22 de març de 1934 – Barcelona, 20 de juliol de 2018) va ser una actriu de veu i locutora catalana.

## Carrera professional
Va començar la seva carrera com a locutora a Radio Barcelona, de molt joveneta, i va iniciar-se en el doblatge de pel·lícules durant la dècada dels 40.
Va participar esporàdicament al quadre escènic de l'emissora i interpretà l’obra Don Juan Tenorio, al costat de la seva mare, Enriqueta Guart. Més endavant va formar part del grup d’actors de «Teatro invisible», un programa dramàtic de RNE a Barcelona.
Com a actriu de doblatge va prestar la veu a actrius com Whoopi Goldberg (en una cinquantena de pel·lícules), Kathy Bates (a Titanic), Joanna Cassidy (a Blade Runner) o Pippi Calcesllargues. Va participar en el doblatge de grans produccions com La isla del tesoro, La nit del caçador, Jo confesso, Irma la dulce, Bonnie & Clyde, Grease, El rey León o Sister Act, entre d'altres. També va ser directora de doblatge en pel·lícules com La llista de Schindler o El color púrpura.
En la dècada dels cinquanta va debutar en el cinema i intervingué en les pel·lícules Los agentes del Quinto Grupo (1955), de Ricardo Gascón, La legión del silencio (1956), dirigida per José María Forqué i José Antonio Nieves Conde, El ángel está en la cumbre (1958), de Jesús Pascual, i Sendas marcadas (1959), de Joan Bosch.

## Entorn familiar
La seva mare, Enriqueta Guart Illescas, treballava a Ràdio Miramar. Els avis eren també actors i l'àvia, Carmen Martínez Illescas, treballà a Ràdio Barcelona, alternant la feina de locutora amb interpretacions en el quadre escènic. Ella estigué casada amb l'actor de doblatge i locutor radiofònic Miguel Ángel Valdivieso